# Różówka nadrzewna

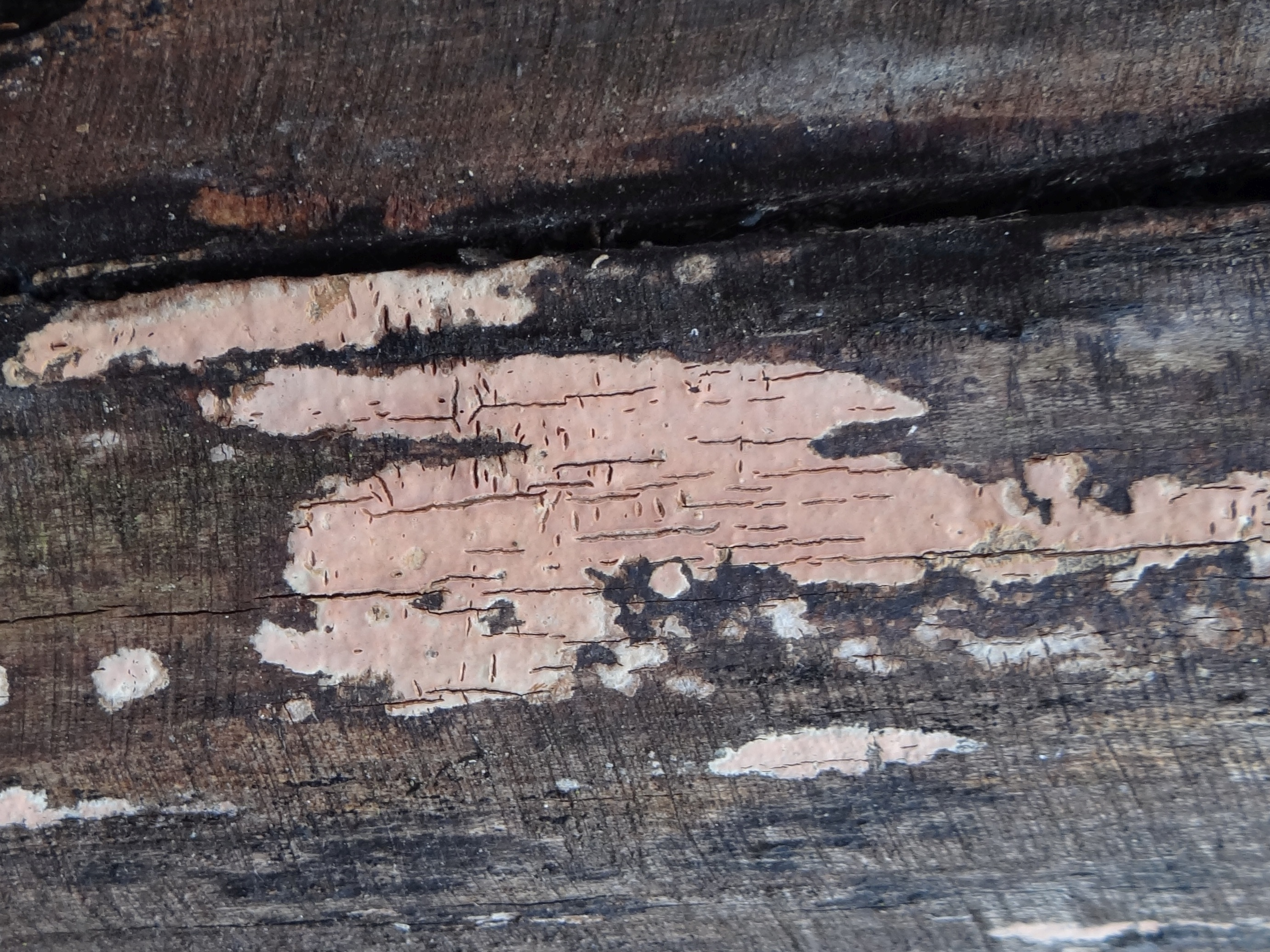

Różówka nadrzewna (Erythricium laetum (P. Karst.) J. Erikss. & Hjortstam) – gatunek grzybów z rodziny powłocznikowatych (Corticiaceae).

## Systematyka i nazewnictwo
Pozycja w klasyfikacji według Index Fungorum: Erythricium, Corticiaceae, Corticiales, Incertae sedis, Agaricomycetes, Agaricomycotina, Basidiomycota, Fungi.
Po raz pierwszy takson ten zdiagnozował w 1796 r. Petter Adolf Karsten, nadając mu nazwę Hyphoderma laetum. Obecną, uznaną przez Index Fungorum nazwę nadali mu w 1970 r. John Eriksson i Kurt Hjortstam, przenosząc go do rodzaju Erythricium. Synonimy nazwy naukowej:
- Corticium laetum (P. Karst.) Bres. 1903
- Corticium laetum (P. Karst.) Bres. 1903 var. laetum
- Hyphoderma laetum P. Karst. 1889

Polską nazwę zaproponował Władysław Wojewoda w 2003 r.

## Morfologia
Owocnik
Rozpostarty na podłożu i luźno z nim związany, błonkowaty. Powierzchnia hymenialna gładka lub pomarszczona, o barwie jasno czerwono-różowej, po wysuszeniu barwa ta zanika. Obrzeża owocnika białawe, mniej lub bardziej nitkowate.
Cechy mikroskopowe;
System strzępkowy monomityczny. Strzępki rozgałęzione, cienkościenne, proste, z przegrodami, o grubości 2–3 μm. Cystyd brak. Podstawki 4- sterygmowe, zgrubiałe, sinusoidalnie powyginane, u nasady zwężone, o rozmiarach 30–50 × 8–12 μm. Zarodniki o kształcie od elipsoidalnego do jajowatego, z wyraźna łysinką, grubościenne, o rozmiarach 11–15 × 6–7,5 μm.

## Występowanie i siedlisko
Różówka nadrzewna znana jest tylko w Europie. Podano jej stanowiska we Francji, Niemczech, Polsce, Irlandii, Belgii, Wielkiej Brytanii, Słowenii, Holandii, Rumunii, Szwecji, Włoszech, Danii, Norwegii, Szwajcarii, Finlandii i Włoszech. Na terenie Polski w piśmiennictwie naukowym do 2003 r. podano tylko dwa jej stanowiska – w Dąbrowie koło Lublina (1996 r.) i w Międzyrzeczu Podlaskim (1903 r.). Jej stanowiska i zdjęcia publikowane są jednakże w internetowych stronach amatorów-mykologów (np. w atlasie Na grzyby). Znajduje się na Czerwonej liście roślin i grzybów Polski. Ma status E – gatunek wymierający.
Nadrzewny saprotrof. Występuje w wilgotnych lasach liściastych. Rozwija się na butwiejącym drewnie, ale czasami także na opadłych liściach znajdujących się na wilgotnej glebie. Pojawia się głównie jesienią, zimą i wiosną. Żywe owocniki można znaleźć również pod pokrywą śnieżna, po stopieniu śniegu kontynuują rozwój. Notowana była na grabach, dębach oraz na paproci długosz królewski.